# Adolf Andersson
Carl Adolf Andersson (* 23. Juni 1888 in Stockholm; † 1. Juli 1985 ebenda) war ein schwedischer Schwimmer.

## Karriere
Andersson nahm 1908 an den Olympischen Spielen in London teil. Hier scheiterte er im Wettbewerb über 200 m Brust als Dritter seines Vorlaufes. Mit der schwedischen Staffel über 4 × 200 m Freistil konnte er das Finale ebenfalls nicht erreichen.
Seine Schwester Selma Andersson und die Brüder Erik Andersson und Robert Andersson waren auch alle Teilnehmer an Olympischen Spielen zwischen 1906 und 1924.